# فيشي

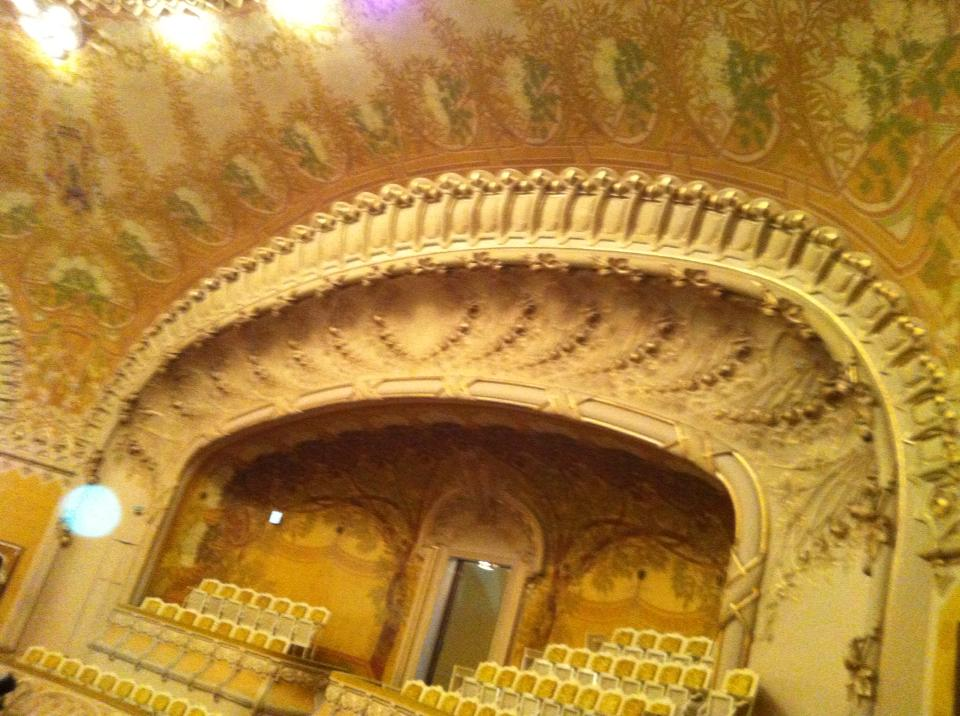
الطابق الثاني من قاعة العرض في أوبرا فيشي.

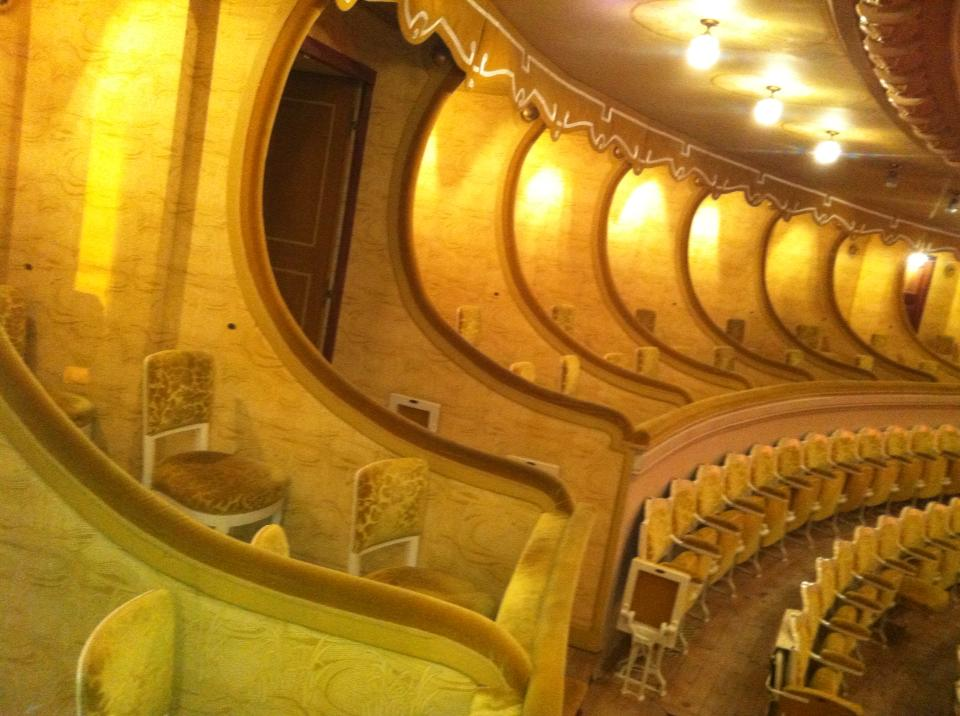
الغرف الخاصة في داخل أوبرا فيشي

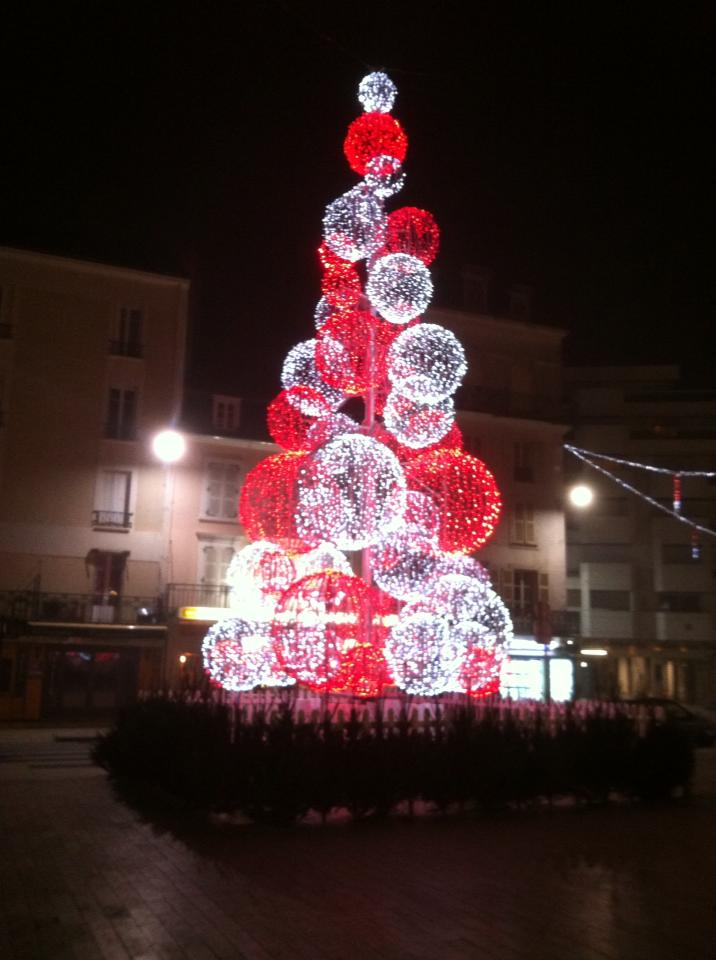
شجرة عيد الميلاد عملاقة مضاءة في وسط المدينة في شتاء سنة 2013.

فيشي (بالفرنسية Vichy) مدينة فرنسية تقع في إقليم أليي في محافظة أوفرن في وسط فرنسا.
يبلغ عدد سكانها 221 25 نسمة (إحصاءات 2008).
كانت عاصمة الدولة الفرنسية في فترة الحرب العالمية الثانية من 1940 إلى 1944.
تعتبر مدينة فيشي مدينة سياحية هامة بسبب حماماتها الكثيرة المنتشرة في كامل المدينة.

## وسائل النقل
تستخدم فيشي وسائل نقل عديدة:

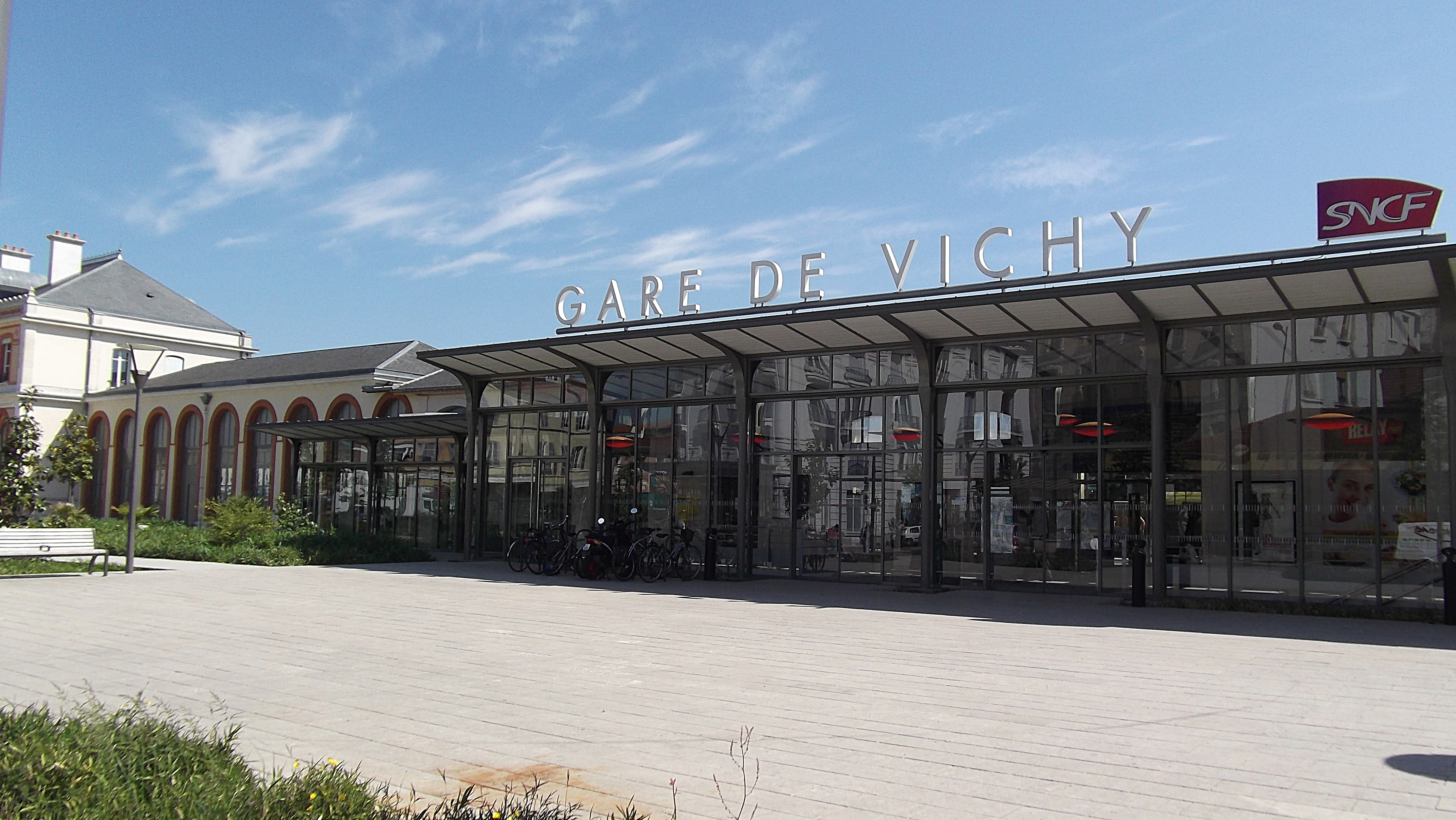
واجهة محطة قطارات فيشي.

- السيارات: تعتمد مدينة فيشي أساسا على السيارات للتنقل في أرجاء المدينة الكبيرة وبما أن المستوى المعيشي في فيشي عالية جداً فجل السيارات فخمة كسيارات فيراري ورولز رويس ومرسيدس وأودي وبي إم دبليو.
- الحافلات: تستخدم الحافلات في فيشي للتنقل بين الأماكن السياحية المهمة في المدينة MobiVie.

سيارات الأجرة: تتميّز سيارات الأجرة في فيشي بفخامتها ورفاهيتها فكل سيارات الأجرة هي من نوع بي أم دبليو وأودي ومرسيدس.
- القطارات: يصل إلى المدينة القطارات الجهوية بين المدن الصغيرة والكبيرة (Train) وهي جميلة ويصلها أيضا القطارات فائقة السرعة (TGV) التي تربط بين المدن الكبيرة والعاصمة الفرنسية باريس وهي فخمة وذات رفاهية كبيرة.
- مطار فيشي شارماي

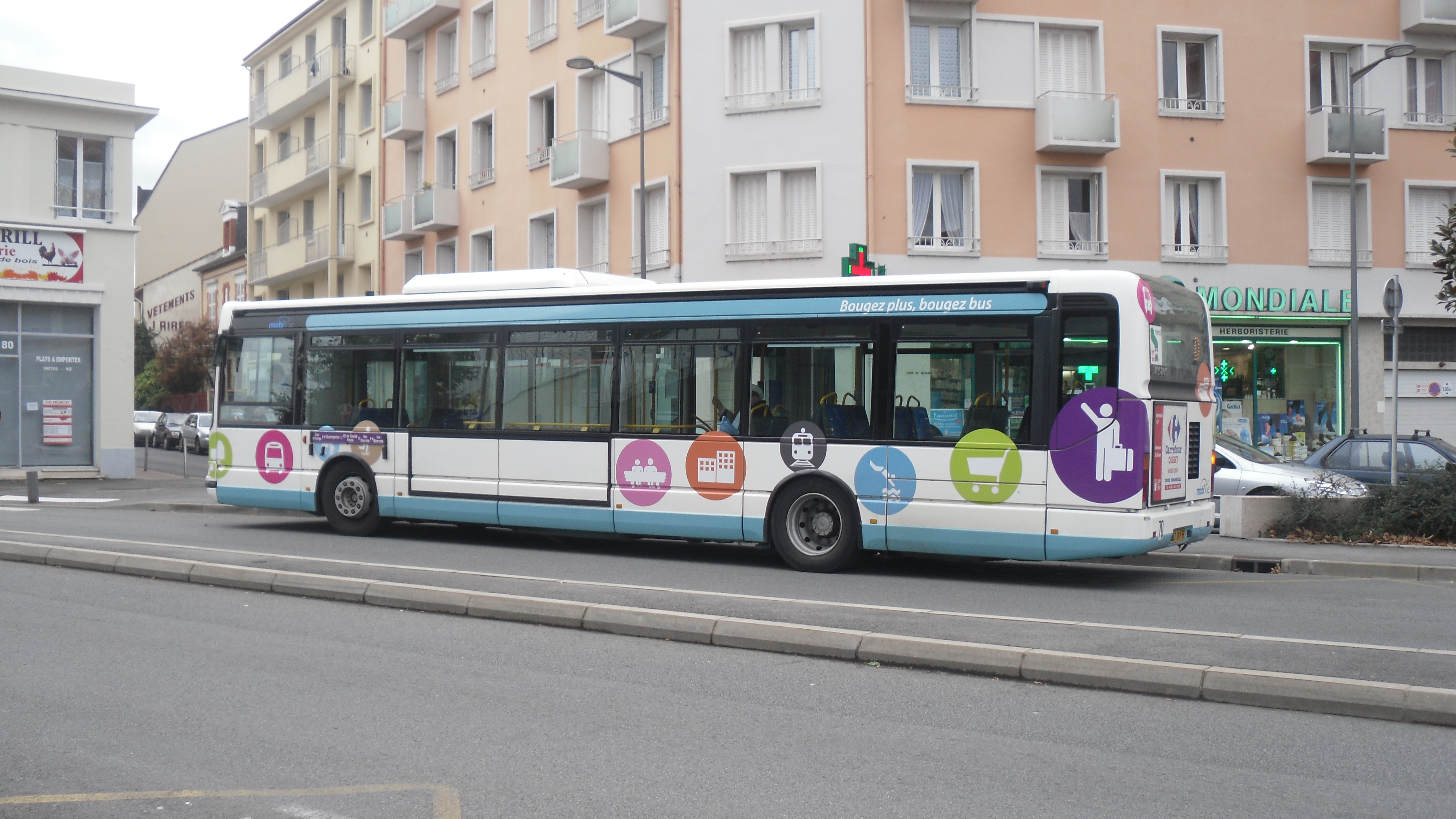
حافلة تابعة لشركة حافلات فيشي "MobiVie".
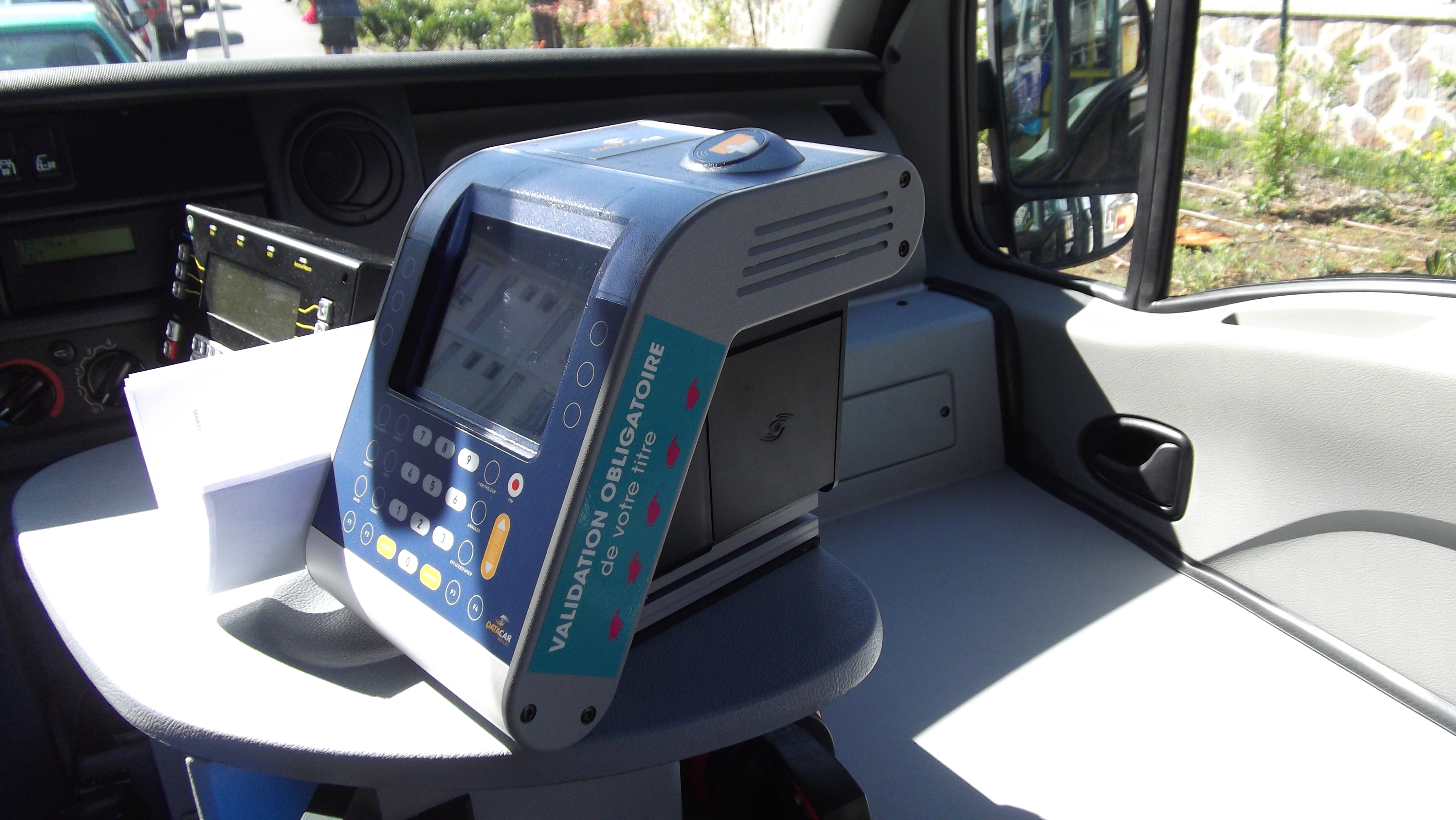
ألة استخلاص آلي في الحافلة و هي متطورة للغاية و واحدة من الآلات القلائل في فرنسا.
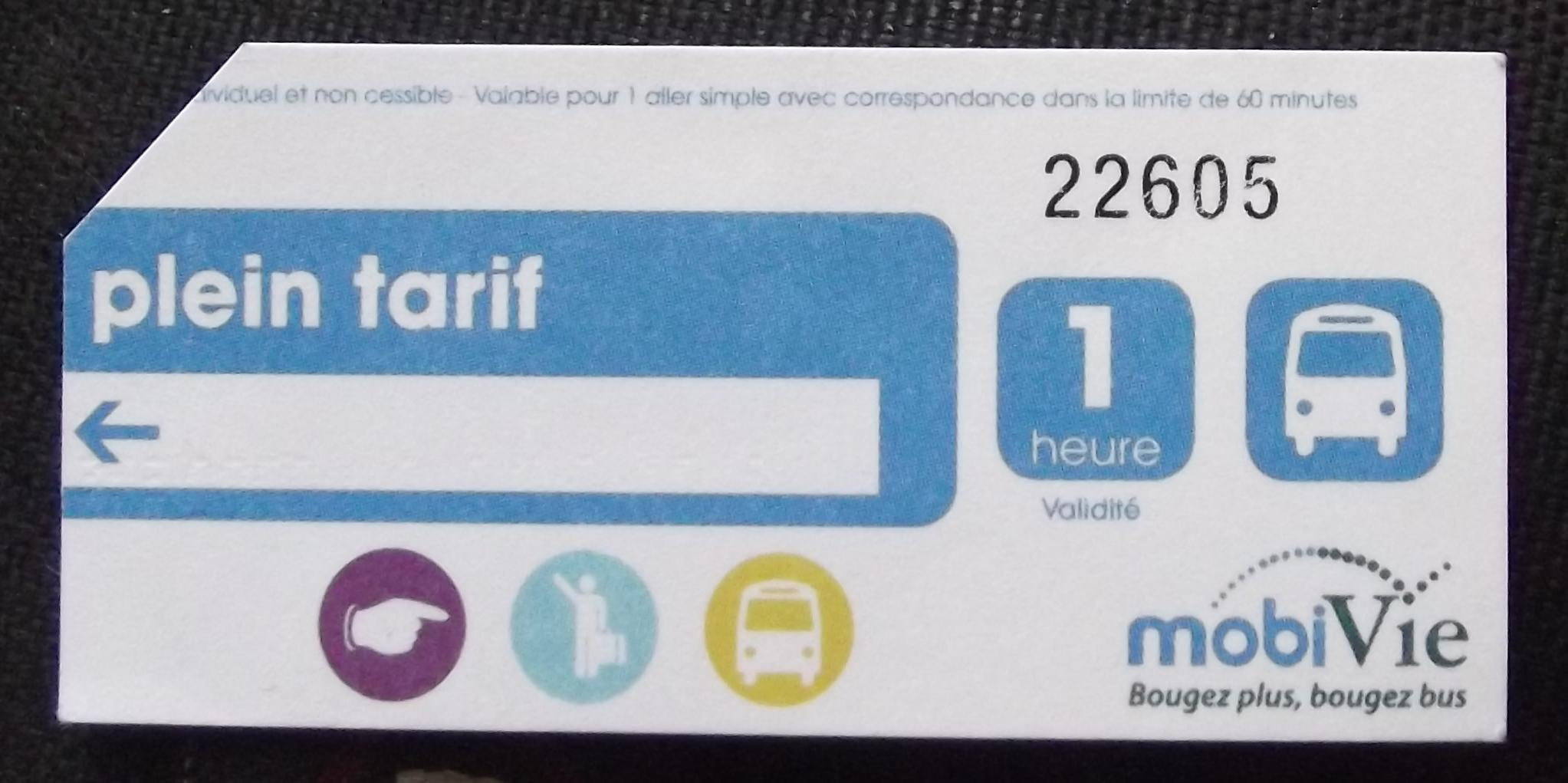
تذكرة حافلات فيشي.
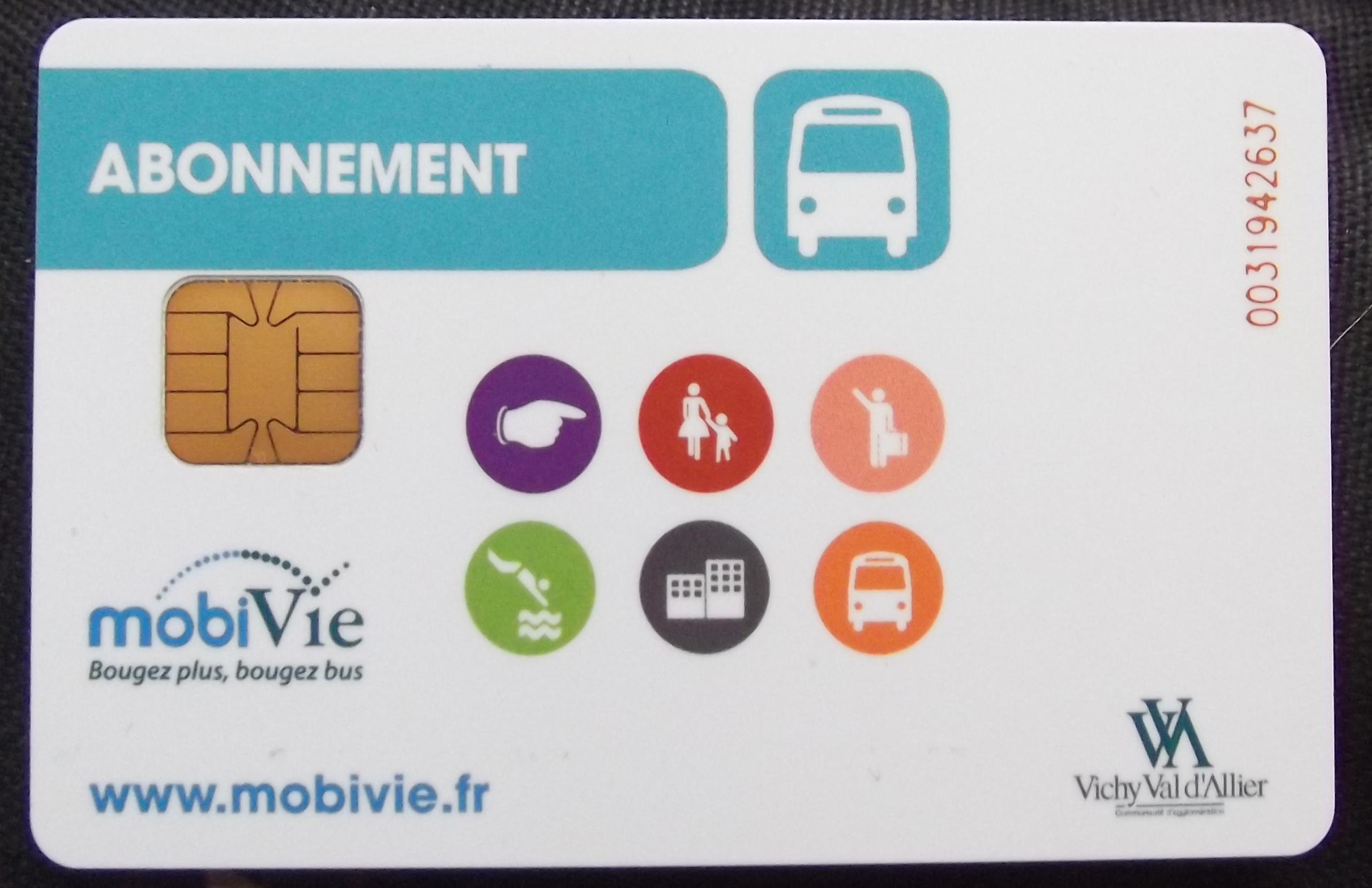
بطاقة اشتراك ذكية للحافلات.
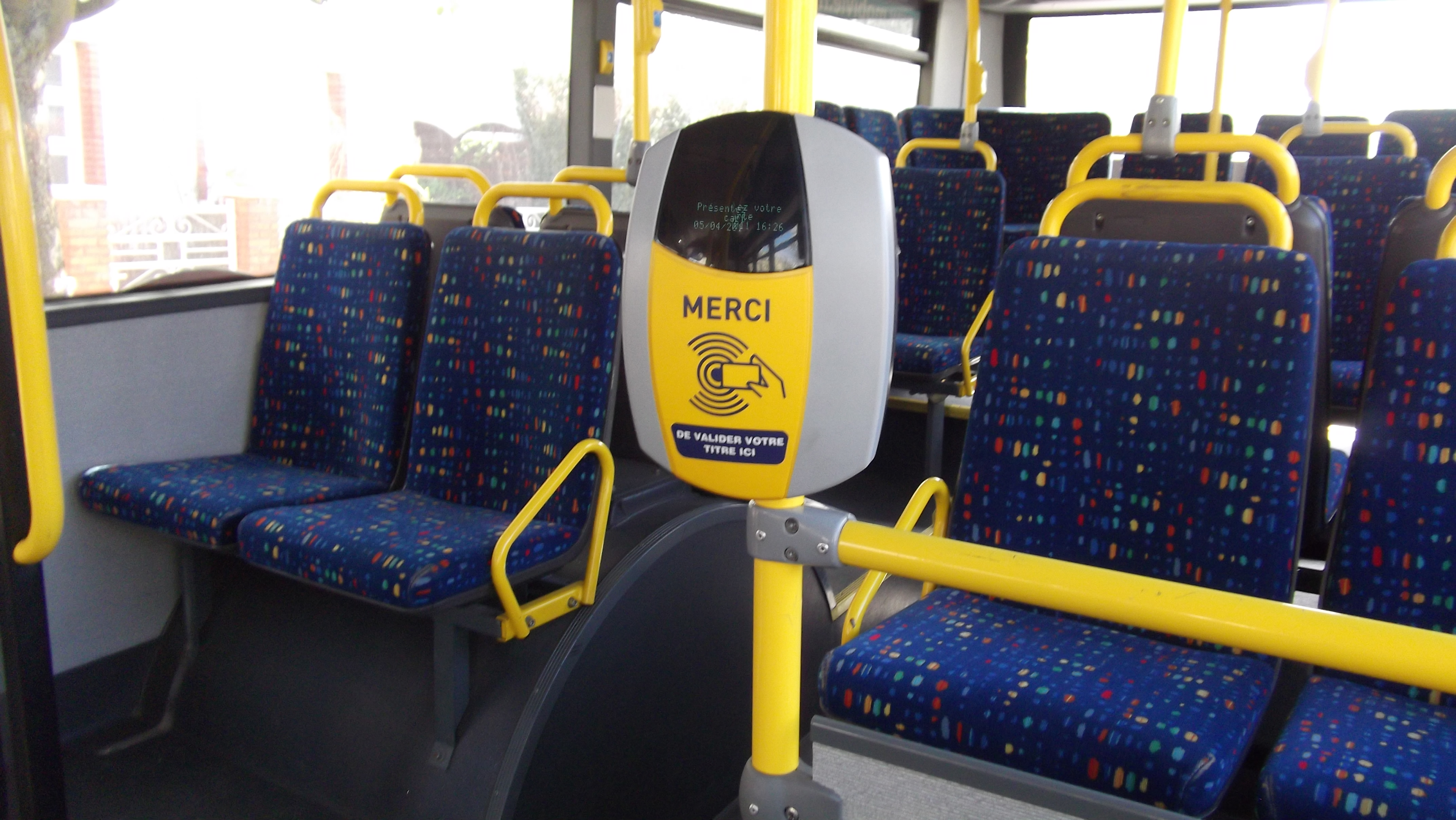
مدقق الاشتراكات الذكية.
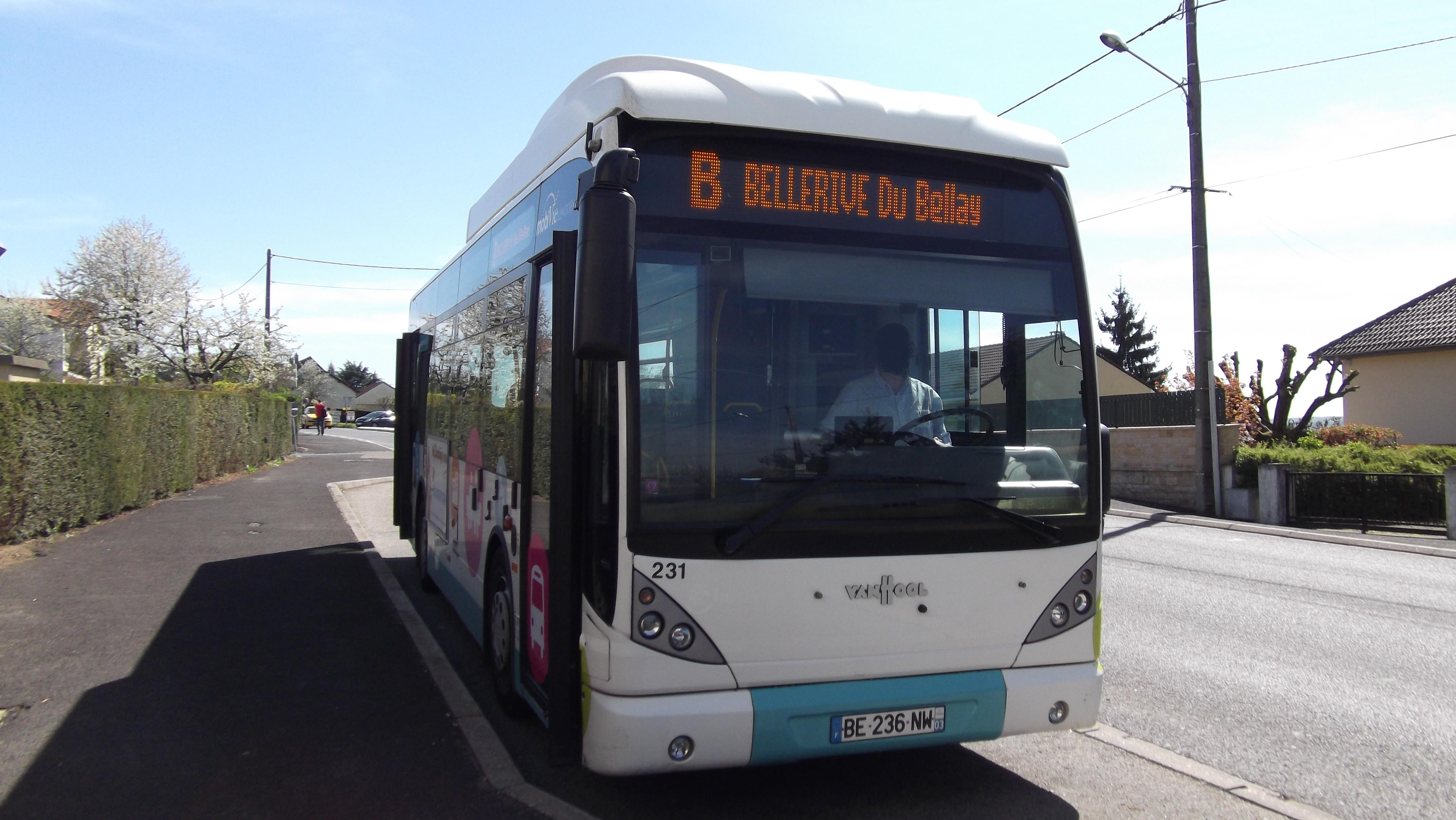
إحدى حافلات فيشي.

## مياه فيشي
تتميز فيشي أيضا بكثرة مياهها الطبيعية والغازية وهي:
- Source Chomel عين شومل ودرجة حرارته 43 درجة.
- Source Grand Grille عين ڨراند ڨريل ودرجة حرارته 39°درجة.
- Source Hôpital عين الهوبيتال ودرجة حرارته 34° درجة.
- Source Lucas عين لوكاس ودرجة حرارته 27° درجة.
- Source du Parc عين دو بارك ودرجة حرارته 23.8° درجة.
- Source Célestins عين سليستان ودرجة حرارته 22° درجة.

و تصدر فيشي مياه غازية إلى مختلف أنحاء فرنسا واسمها «فيشي سان يور».

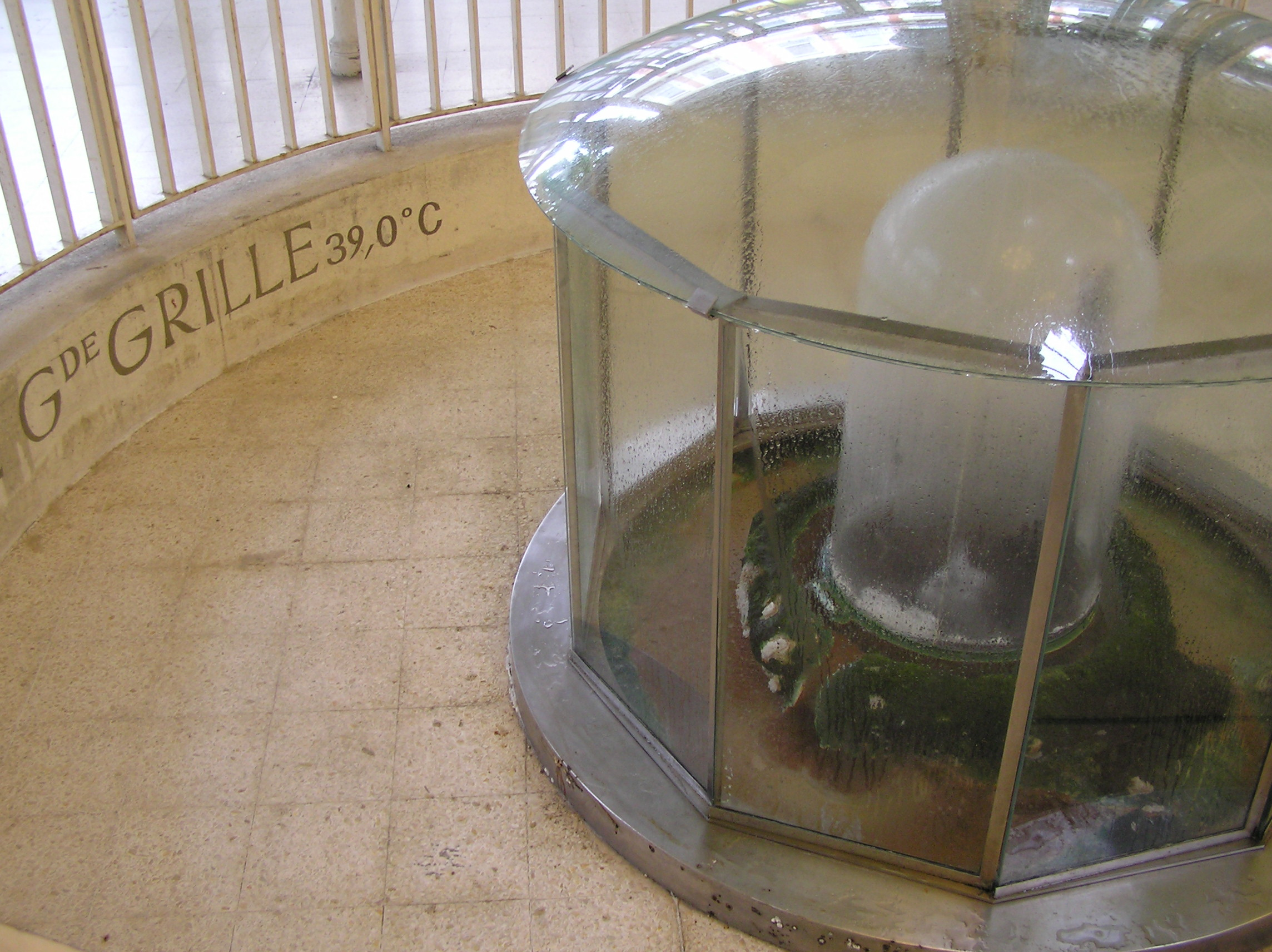
عين ڨراند ڨريل ""Grande Grille"" درجة حرارتها °39.
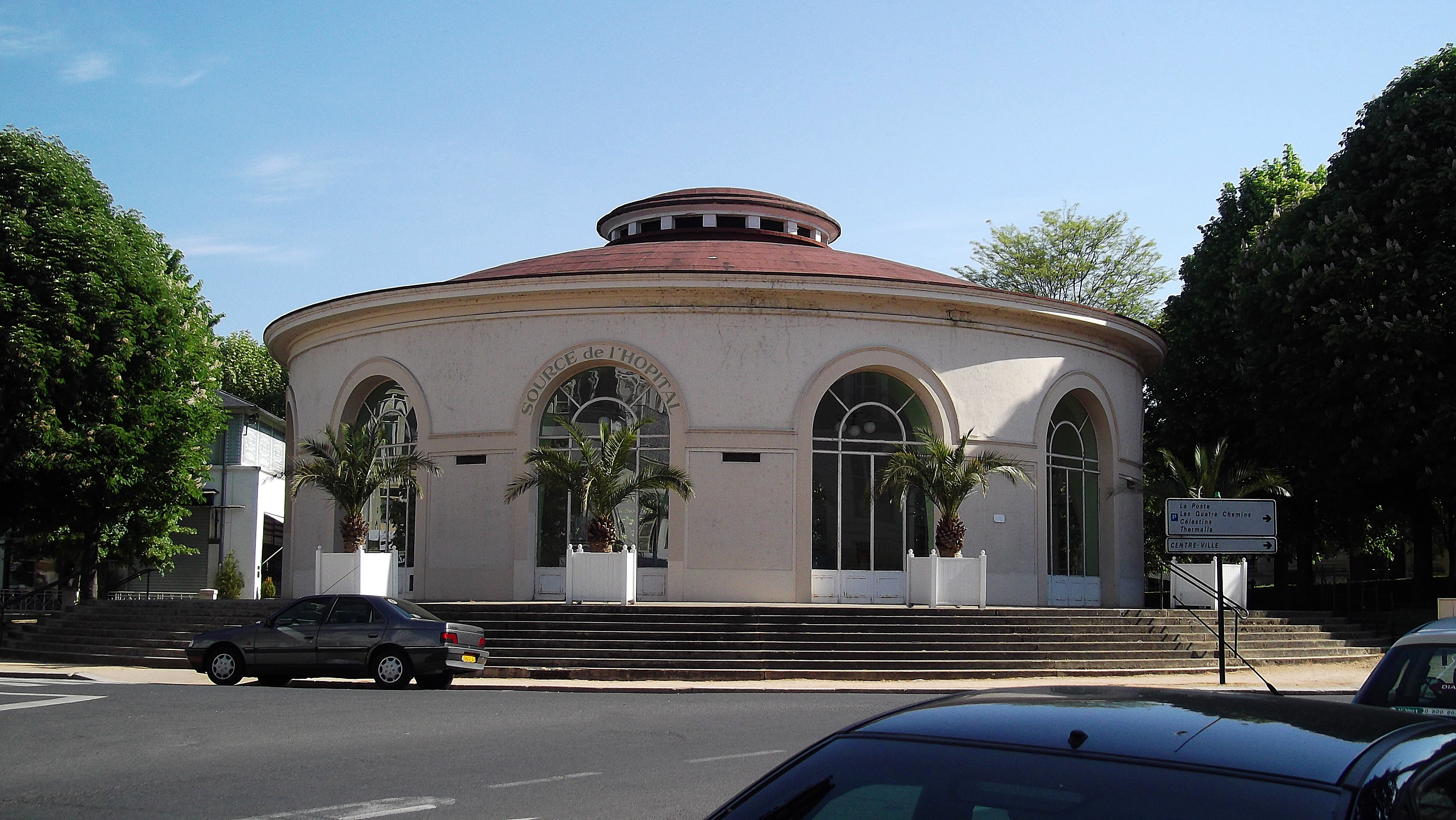
عين الهوبيتال ""Hôpital"" درجة حرارتها °34.
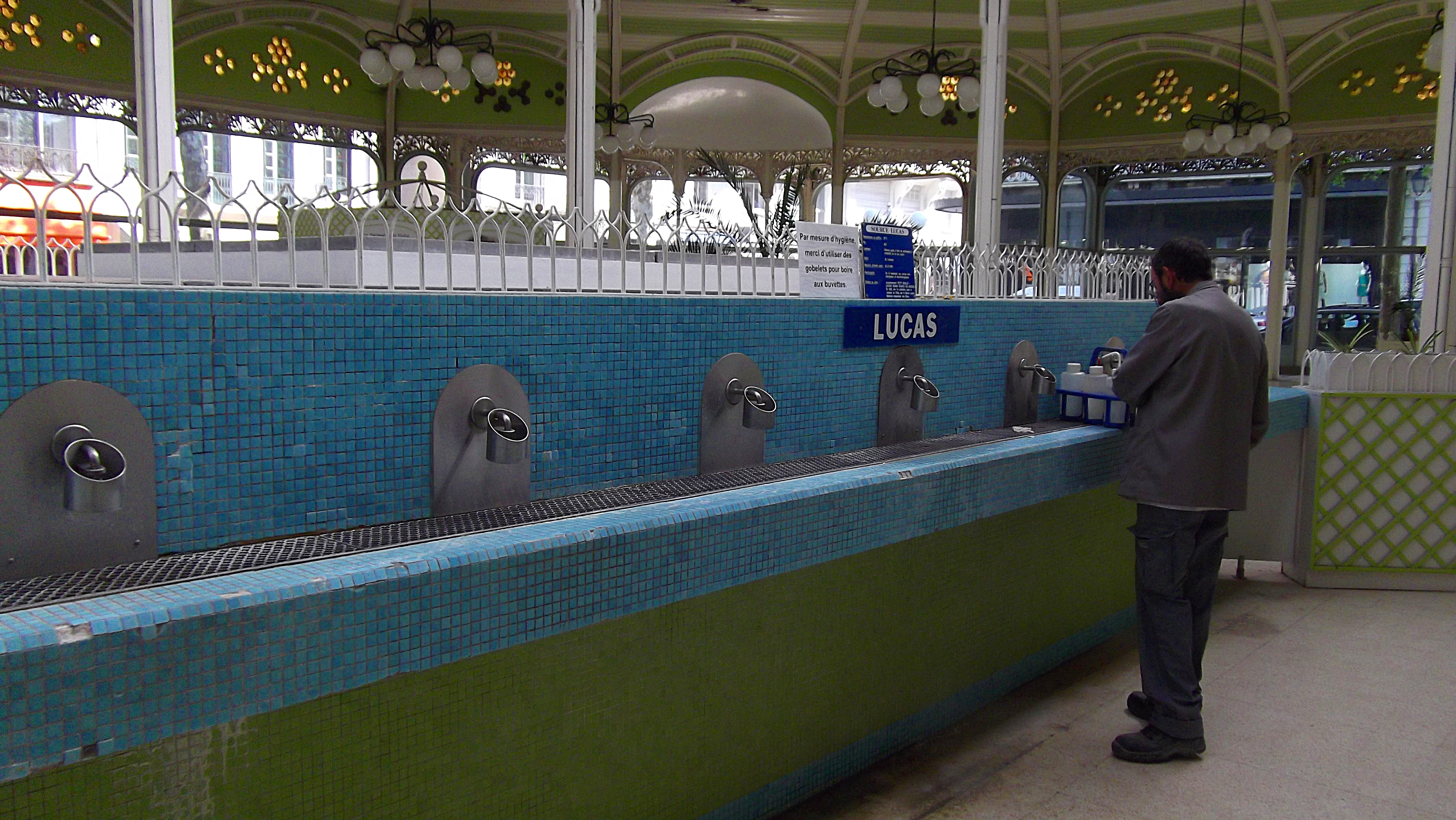
عين لوكاس ""Lucas"" و درجة حرارتها °27.
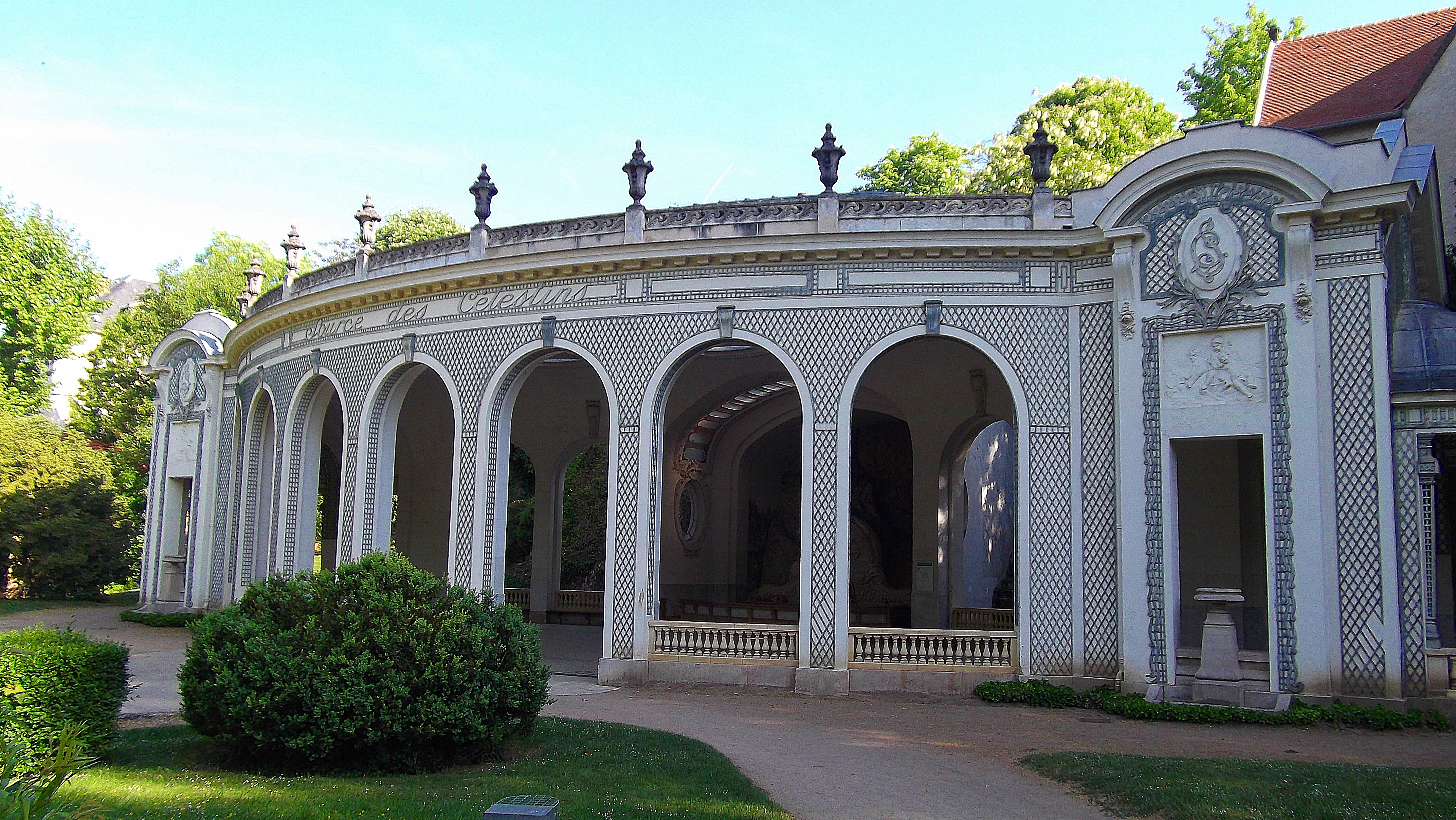
عين سيليستان "Célestins" و درجة حرارتها °22.

## أماكن فيشي
بما أن فيشي مدينة سياحية فهي تزخر بأماكن جميلة جدا وهي: شارع باريس الشارع الرئيسي في فيشي والسوق الكبير، مركز كالو السياحي المشهور وسينما فيشي ونزل فيشي 5 نجوم، ملعب سباق الخيل، قصر الكونغرس ومبنى الأوبرا.

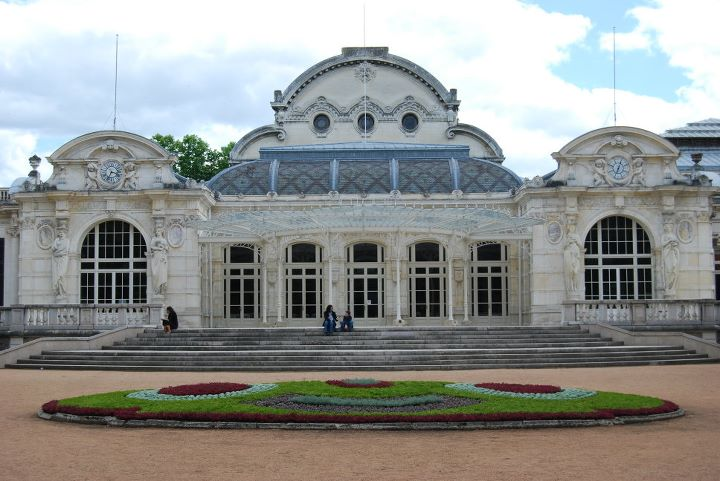
واجهة قصر الكونجرس في فيشي، هذا القصر كان مقر حكومة فيشي إبان الحرب العالمية الثانية عندما كانت فيشي عاصمة لفرنسا و كنت تسمى وقتها فرنسا الفيشية تحت قيادة المارشال بيتان.

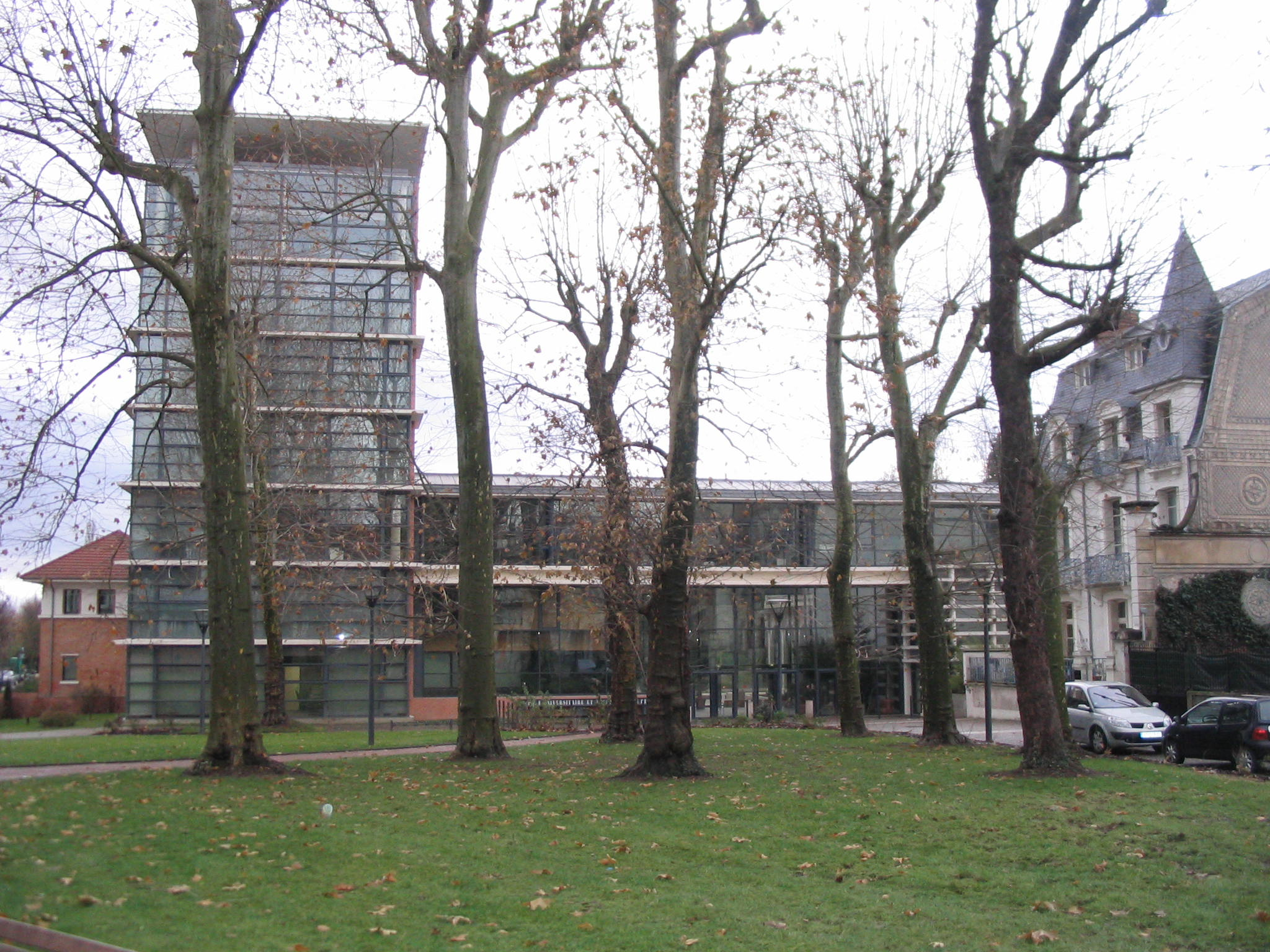
القطب الجامعي لاردي.

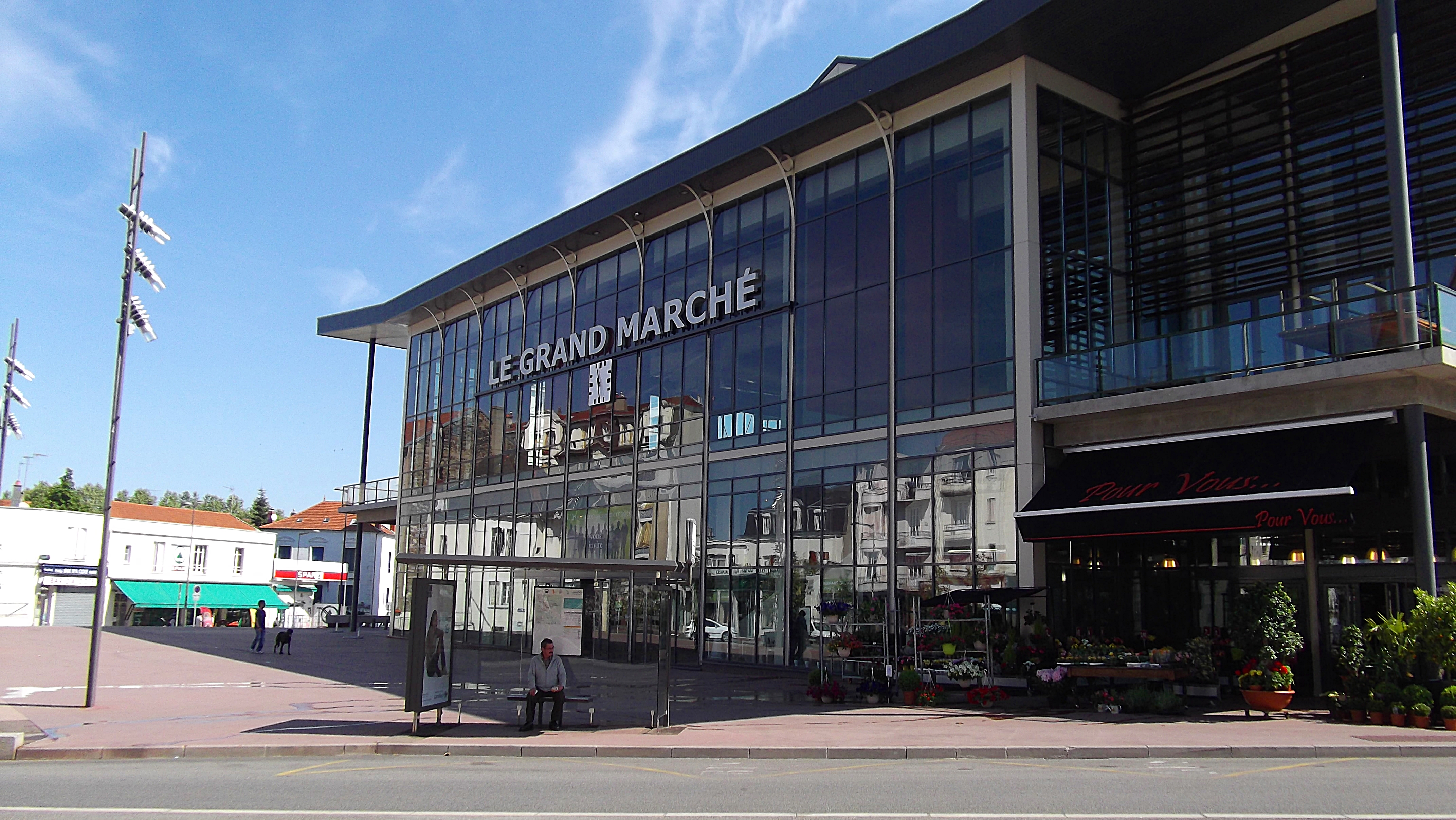
السوق المغطى في فيشي.

## المتاحف

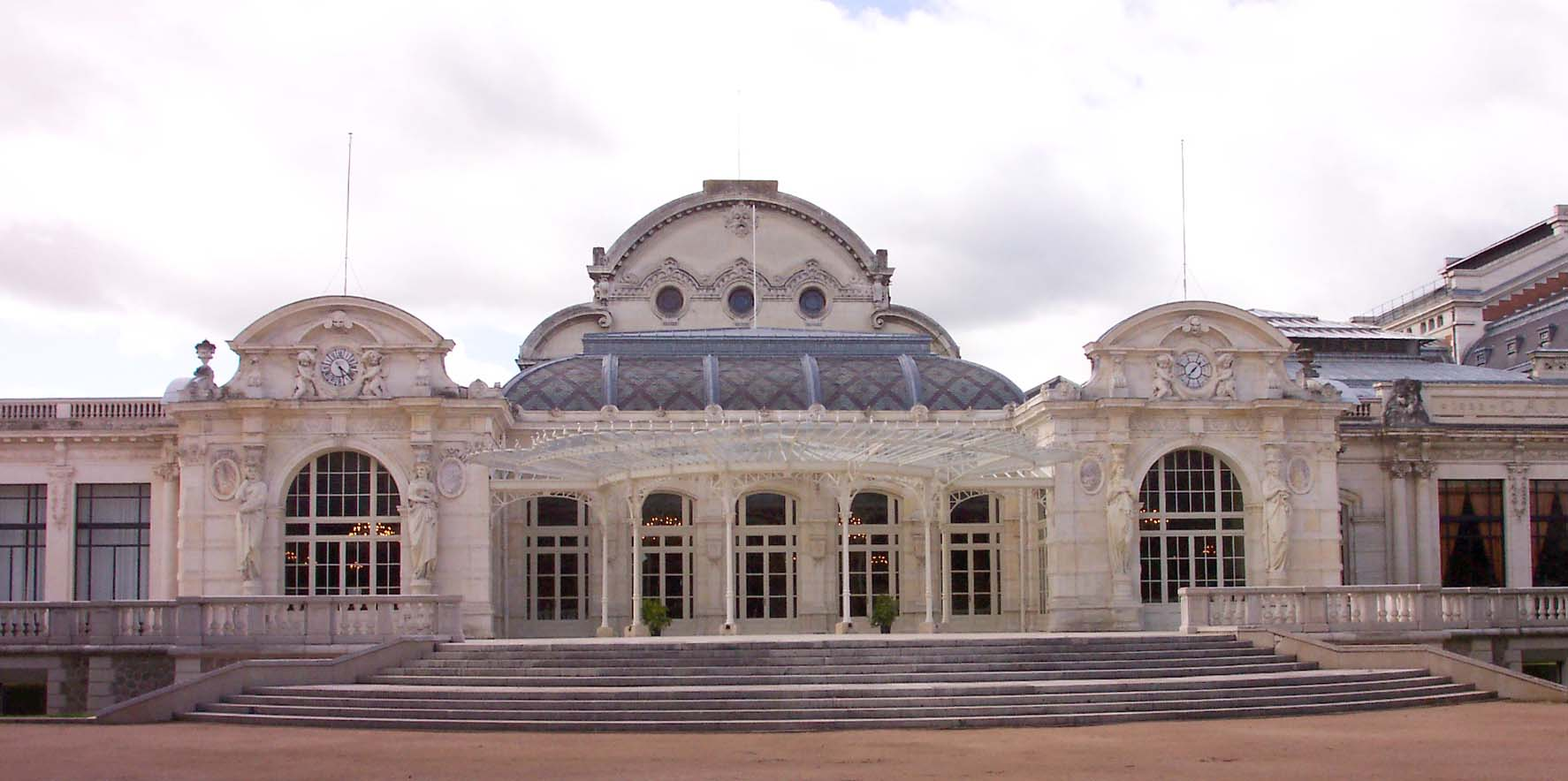
قصر الكونغرس الذي كان في العاصمة الفرنسية فيشي ومقر لحكومة فيشي للمارشال فيليب بيتان سنة 1940-1945.

يوجف في فيشي 5 متاحف وهي:
- متحف فنون أفريقيا وأسيا.
- متحف السريالية فرنسوا بوشاكس.
- المتحف البلدي فيشي.
- متحف الأوبرا.
- متحف فاليري لاربود.

## الديانات
- كاثوليكية: كنيسة سانت لويس، كنيسة سانت بليز، كنيسة سانت جان دارك، كنيسة دو ميسيون، كنيسة ساكري كور.
- الكنيسة الروسية الأرثوذكسية: منوار سانت هوبرت.
- كالفينية: معبد الكنيسة البروتستانتية لحكومة فرنسا الفيشية.
- يهودية: كنيس فيشي.
- إسلام: مسجد الرحمة، مسجد الهجرة، مسجد الأتراك.
- بوذية: باغود فاب فيونغ.

## التجارة

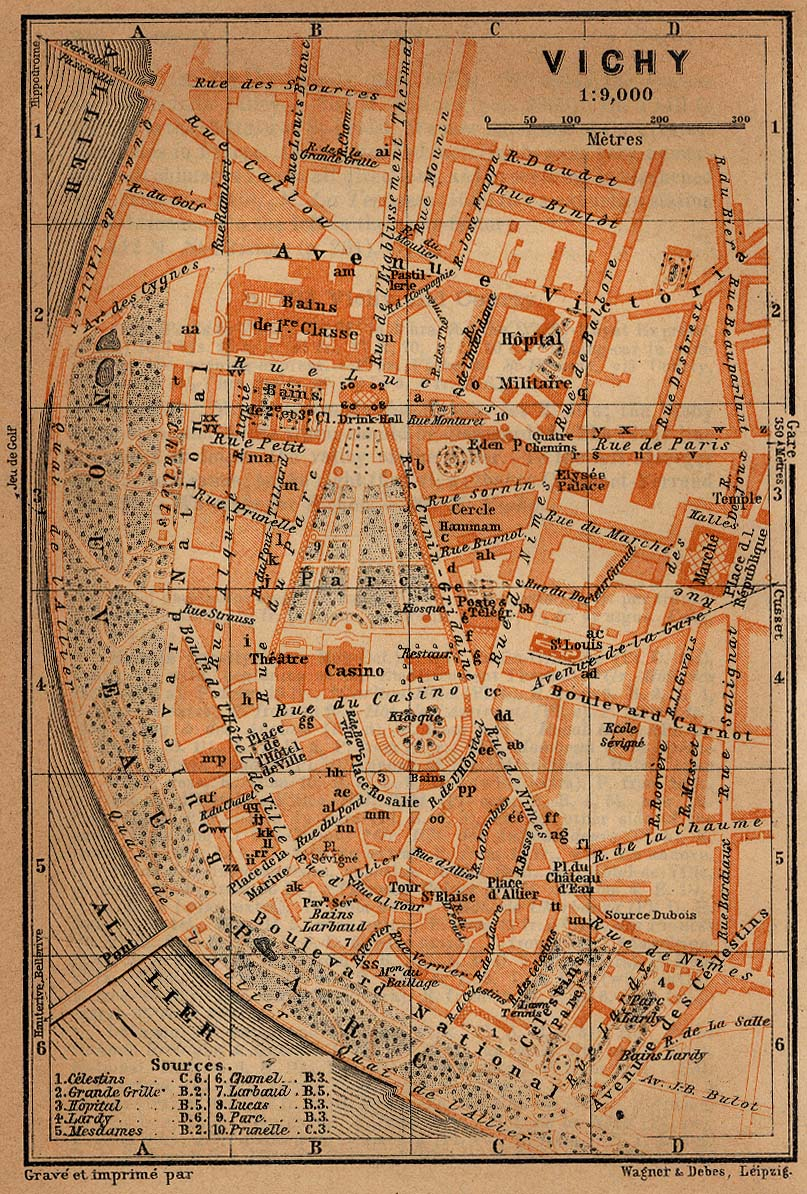
خريطة فيشي تعود لسنة 1914.

المحلات التجارية في وسط مدينة فيشي مفتوحة دائما إضافة إلى يوم الأحد ظهرا وأيام العطل لجذب الزبائن من خارج المدينة.
في وسط المدينة
- المركز التجاري ""لى كاتر شومان"" (Les Quatre Chemins) الذي يتكون من عشرات المحلات التجارية مثل: دارتي (مواد إلكترونية متطورة)، إيف روشي (مواد طبية وتجميلية)، لو غراند روكرى (محل ألعاب)، جنرال أوبتيك (نظارات)... وسينما تحتوي على 7 قاعات وكازينو ومقهى ومأوى سيارات على طابقين يتسع ل450 سيارة.
- لو فيو فيشي (فيشي القديمة):

موقفين للسيارات في حي هادئ الذي يلعب دورا رئيسيا في حياة المدينة وحماماتها المائية وكنيسة سان بلاس.
إضافة إلى أكثر من 20 محل تجاري تحوي العديد من المقاهي المشهورة و3 مطاعم و3 مخبزات متعددة المنتجات.
- السوق المغطى: الذي بني في 1935 وجدد في 2006 والذي يوجد فيه تجار قارون فيه.
- تجارة الشارع الرئيسي (شارع باريس) والشوارع المهمة المجاورة له: في هذه الشوارع يوجد محال تجارية مهمة منها مونوبري و4 بنوك وهي بنك الإدخار وبنك الائتمان وإتش إس بي سي وبي ان بي باريبا.

حول مركز المدينة
- كارفور.
- المركز التجاري كورا (Cora) وأسس في 1972.
- المنطقة التجارية لا أل (Les Ailes) وتحتوي مغازات: ماكدونالدز، سبورت 2000 (لمواد الرياضة)، مونديال تيسو (للستائر والمفروشات)، لو غراند روكرى (للألعاب)، لا هال (للباس)، لا هال أو شوسير (للأحذية)، كيابي (للباس)، ديا (للأغذية)، غراند فرى (للأغذية العالمية)، 1و2و3 أورو (للزينة).
- المنطقة التجارية بارتان وتحتوي مغازات (كاريا، مونسو فلور، ثيريات، ليدال، ماكسوتو).

## التوأمة
لدى فيشي علاقات مع عدة مدن:
- : فيلهلمسهافن (ألمانيا) منذ 1965.
- : باد تولز (ألمانيا) منذ 1966.
- : راين نيكار كريس (ألمانيا) منذ 1970.
- : دمفرلين (اسكتلندا) منذ 1983.
- : لوغرونيو (إسبانيا) منذ 1993.
- : سان جوليانو تيرم (إيطاليا).
- : كلوج-نابوكا (رومانيا).
- : ساراتوغا سبرينغس (الولايات المتحدة) منذ 1994.

## الإعلام
يوجد في فيشي عدة صحف محلية وجرائد جهوية وهي:
- لا مونتانيي: صحيفة جهوية، تصدر يوميا من الإثنين إلى السبت، ونسخة خاصة يوم الأحد.
- أنفو: صحيفة معلوماتية، تتكون أساسا من الإعلانات، مجانية.
- سى أ فيشي: صحيفة المدينة، نصف شهرية.
- لا سومان دو لالييه: صحيفة أسبوعية للمقاطعة.
- لا غازات بوربوناز: صحيفة أسبوعية لمدينتي فيشي وكوسييه، لنشر الإعلانات.

وكذلك يوجد عدة راديوهات محلية وهي: لوجو أف أم (93.8 ميغاهيرتز)، أر في أ (107.5 ميغاهيرتز)، فوزيون أف أم (94.2 ميغاهيرتز)، فرانس بلو بايي دوفرن (102.5 ميغاهيرتز).

## مقالات ذات صلة
- مطار فيشي شارماي

## وصلات خارجية
- الموقع الرسمي لمدينة فيشي.
- موقع المكتب السياحي لفيشي.
- معلومات إحصائية على المدينة.
- المراكز الاستشفائية والحمامات المائية بفرنسا.
- موقع على تاريخ فيشي والمعلومات العامة على المدينة.